# أندرو جاكسون كالدويل
أندرو جاكسون كالدويل (بالإنجليزية: Andrew Jackson Caldwell)‏ هو محامي وسياسي أمريكي، ولد في 22 يوليو 1837 في مونتيفالو في الولايات المتحدة، وتوفي في 22 نوفمبر 1906 في ناشفيل في الولايات المتحدة. حزبياً، نشط في الحزب الديمقراطي. وقد انتخب عضو مجلس نواب تينيسي وانتخب عضو مجلس النواب الأمريكي.